# Wurunkatte
Wurunkatte ist eine hattische und hethitische Kriegsgottheit. Sein Name bedeutet in hattischer Sprache „König des Landes“. Er wird auch mit dem Akkadogramm ZABABA geschrieben.
Wurunkatte gehört mit zu den Gottheiten, die beim hethitischen KI.LAM-Fest Opfergaben empfingen. Das mag damit zusammenhängen, dass Wurunkatte ähnlich wie die Throngöttin Ḫalmašuit in hattischen Traditionen mit der Ideologie des Königtums verbunden ist. In einer hattischen Götterliste folgt Wurunkatte direkt auf den Gott Telipinu (hatt. Talipinu) und steht selbst vor der Göttin Ḫalmašuit (hatt. Ḫanwašuit).